# Storehamn

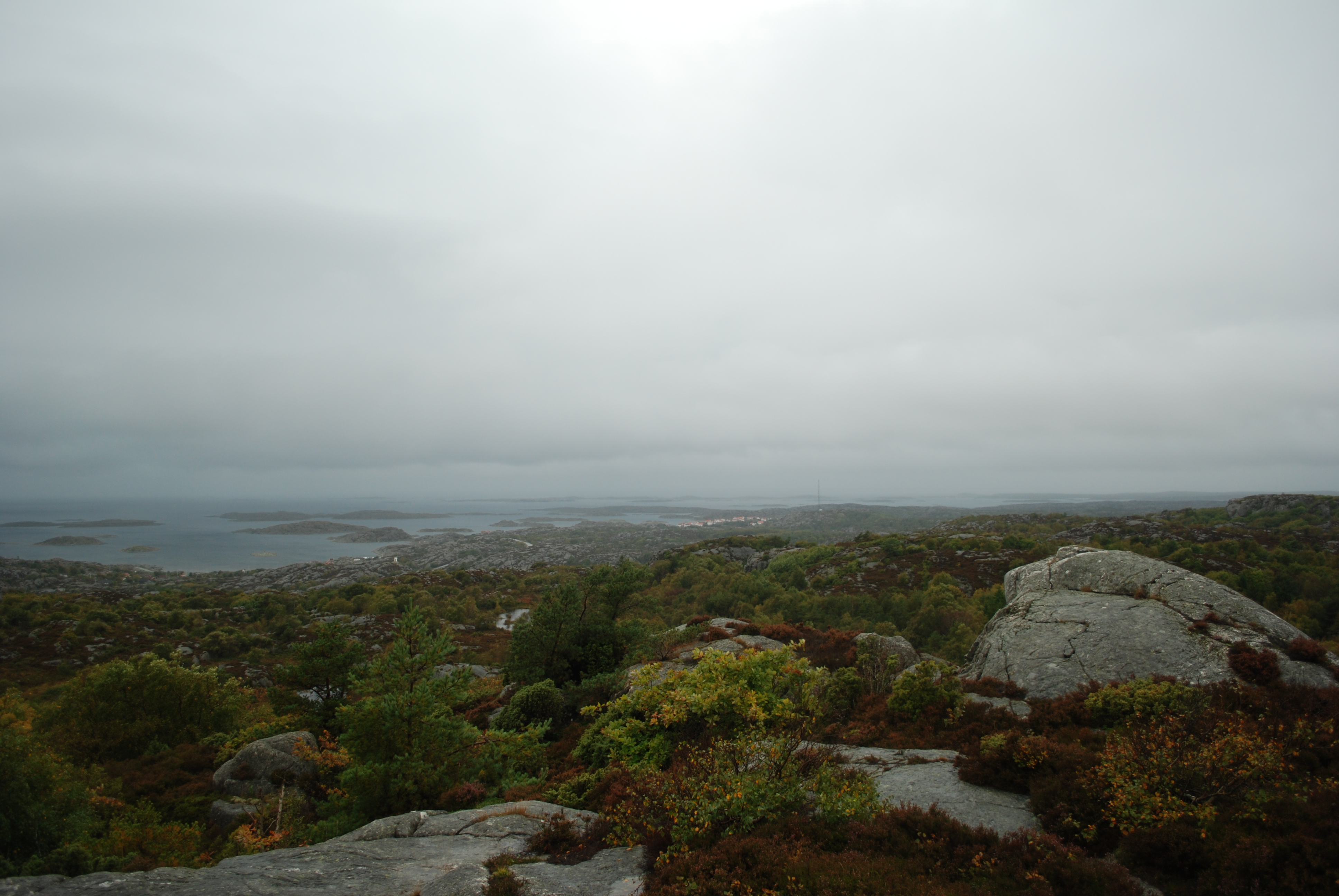
Vy från Boxvike vette mot Hälleviksstrand i väster.

Storehamn är ett bergigt utmarksområde på sydvästra Orust. Efter Sillperiodens slut 1809 tvingades många söka sin utkomst i det karga området och under 1800-talet uppstod hundratals små torp och backstugor.

## Geografi och natur
Storehamn är beläget på västra Orust, mellan Svens Altare i norr och Boxviks vette i söder. På Boxviks vette finns områdets högsta punkt, 116 meter över havet. Ordet hamn i namnet betyder utmark. I detta fall ett bergigt och kargt område enbart bevuxet med ljung och små buskar. De senaste hundra åren har barr- och lövskog planteras i sänkorna mellan bergsryggarna och området har idag en variationsrik skog med stora inslag av ädellövträd. Stora delar av området tillhör Morlanda säteris skogsmarker som sedan 1968 är naturreservat.

## Historia
Efter den stora Sillperiodens slut 1809 sökte sig många människor upp på bergen för sin utkomst. Både jordkällare och övergivna fårhus användes som bostäder. Som värst var situationen under flera missväxtår på 1860- och 1870-talet. Situationen försämrades av bristen på bränsle, då skogarna var nedhuggna.
Idag används många av de gamla torpen som sommarbostäder.

## Bild

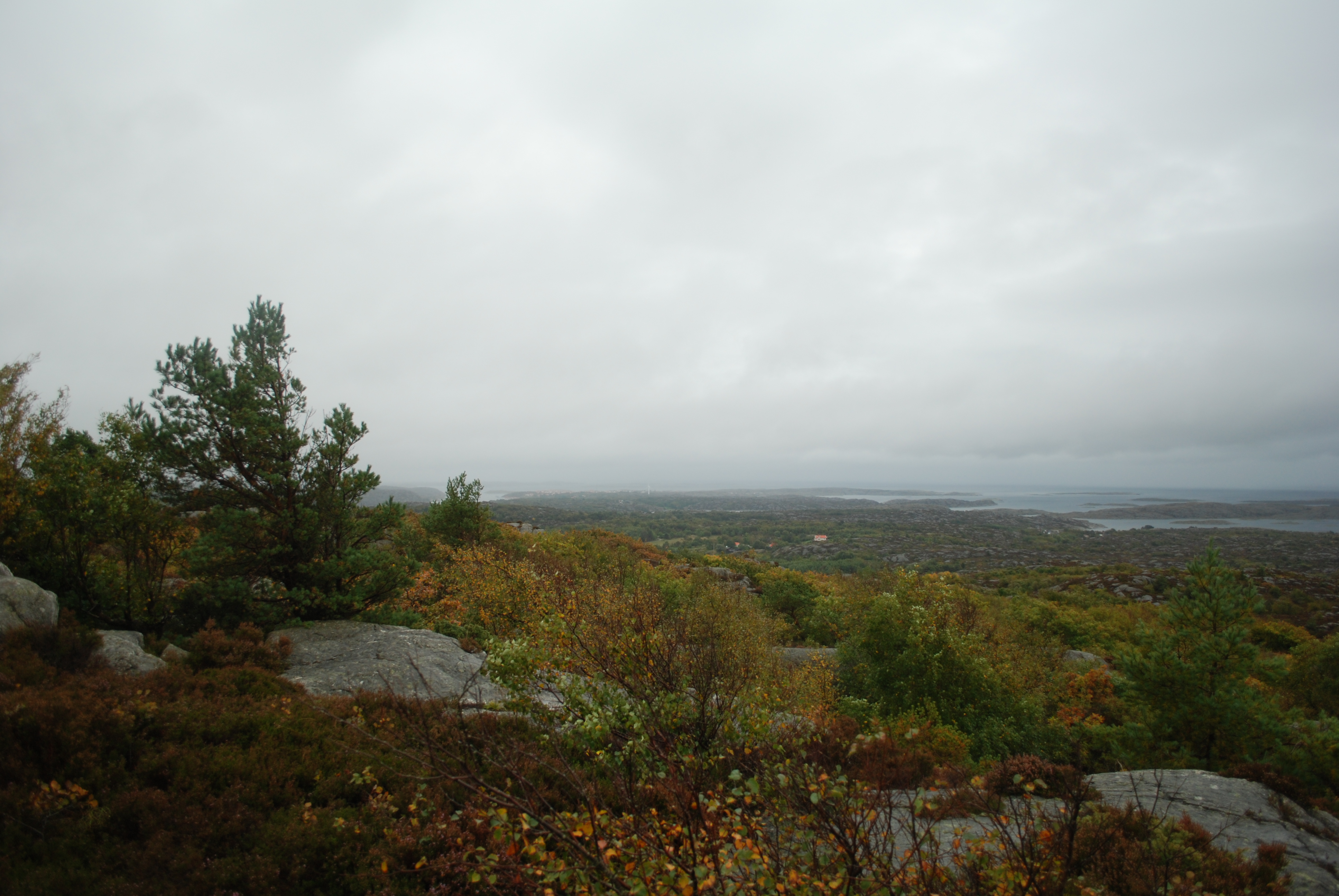
Vy mot söder från Boxvike vette.
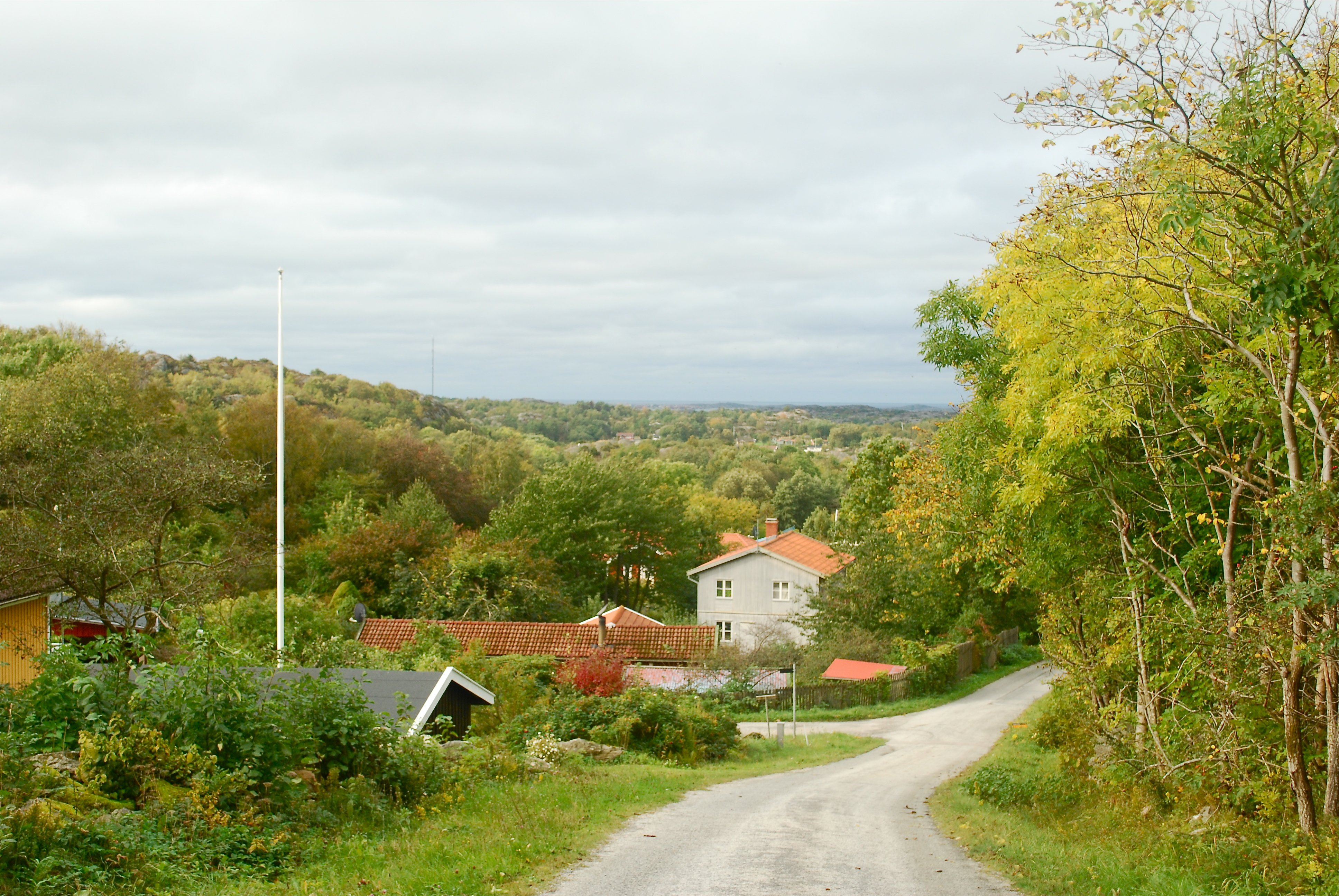
Bebyggelsen vid Röd.
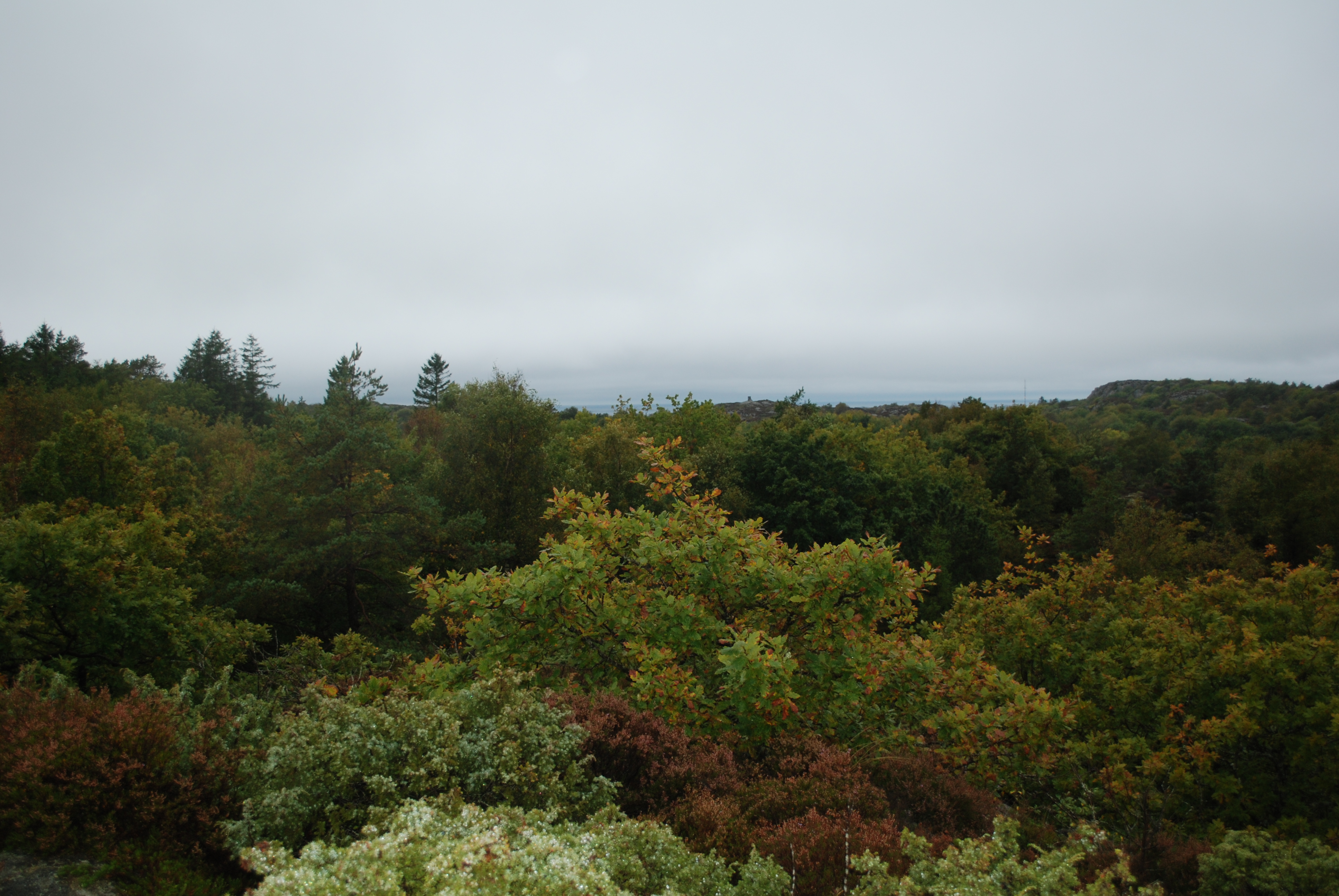
Del av skogen.